# 抱きしめたいもう一度
『抱きしめたいもう一度』（だき - いちど）は、BAADの4枚目のシングル。

## 概要
- テレビ朝日系「リングの魂」エンディング・テーマ。

## 収録曲
1. 抱きしめたいもう一度
作詞：山田恭二　作曲：川島だりあ　編曲：明石昌夫
2. 想い出が強すぎて
作詞：山田恭二　作曲：大田紳一郎　編曲：明石昌夫
3. 抱きしめたいもう一度(inst.)